# 7th Cavalry Regiment
Il 7th Cavalry Regiment, ovvero 7º Reggimento di cavalleria, è un'unità dell'esercito degli Stati Uniti d'America costituita nel 1866. Per aver partecipato a molti eventi notevoli, tra cui la battaglia del Little Bighorn, è una delle unità più celebri.

## Storia

### La nascita
Con la riforma dell'esercito del 1866 si prevedeva l'istituzione di quattro nuovi Reggimenti di cavalleria tra cui, appunto, il 7º Cavalleria con funzione prettamente anti-indiana. Il Reggimento, sotto il comando del colonnello Andrew J. Smith, si istituì presso Fort Riley, nel Kansas, che era già stato raggiunto dalla nuova ferrovia Kansas-Pacific. Smith, durante la guerra di secessione, aveva raggiunto il grado di generale di divisione "brevet" (ovvero valido per il solo periodo di guerra) e, al termine del conflitto, era stato "retrocesso" al grado di tenente colonnello.

### Il comando di Custer
Giunto nel luglio 1866 a Fort Riley, Smith venne presto affiancato da un altro ex-generale "brevet", il tenente colonnello George Armstrong Custer che, giunto al reparto il 25 settembre, ne assunse il comando, mentre Smith era destinato al quartier generale dell'esercito, il 3 novembre dello stesso anno.
All'atto di assunzione di comando, il 7º non era ancora a pieno organico giacché non tutti e 12 gli Squadroni previsti erano formati e quelli già esistenti avevano una forza ridotta rispetto a quella prevista. Pochi squadroni, inoltre, erano effettivamente accampati nei pressi di Fort Riley mentre la maggior parte del personale era disseminato in posti militari e distaccamenti ove avveniva il primo addestramento che mancava, così, di unitarietà di indirizzo. I soldati erano inoltre scadenti anche sotto il profilo individuale, essendo il reparto costituito in massima parte da soldati sbandati della recente guerra, da stranieri (al Little Big Horn, dei circa 260 caduti, quasi 90 non erano ancora statunitensi), che avevano difficoltà anche ad interpretare la lingua, e da chi non aveva trovato di meglio da fare che arruolarsi per raggranellare il misero stipendio di 13 dollari al mese per un soldato, 22 per un sergente celibe.
Molti uomini erano scarsamente addestrati, pochi sapevano effettivamente sparare e taluni non sapevano andare neppure a cavallo. Ad aggravare ancora la situazione si consideri la presenza, nel medesimo reparto, di persone che, fino a non molti mesi addietro, avevano militato sui contrapposti fronti di guerra. L'armamento, in origine, non prevedeva armi di "reparto" (cannoni o mitragliere) ed era costituito solo da armi individuali tra cui la carabina Spencer a 7 colpi calibro 0,50 a ripetizione ordinaria (l'arma doveva essere ricaricata manualmente ad ogni colpo sparato), il revolver Colt a 6 colpi calibro 0,45 e la sciabola che faceva parte dell'equipaggiamento più per tradizione che per effettivo utilizzo (nella storia delle guerre indiane sono noti solo due o tre episodi di impiego delle sciabole durante un attacco e, in un caso, si dovette ricorrere ad esse poiché il freddo aveva reso inutilizzabili i fucili).
Per migliorare il livello di addestramento del personale, nonché per variare la monotona dieta a base di spezzatino di manzo, o di carne di maiale salata, con contorno di fagioli, riso, pane o gallette e caffè, Custer sottopose i soldati ad addestramenti estenuanti che si concludevano, quasi sempre, con cacce al bisonte ottenendo così che imparassero a cavalcare ed a sparare con precisione pur di procurarsi la carne fresca. Aiutato dalla moglie Elizabeth "Libbie" Bacon, Custer provvide anche a creare un buon rapporto sociale tra le famiglie degli ufficiali aumentando così la coesione del quadro di comando.

### L'attività di polizia e la lotta contro gli indiani
Dopo la battaglia del Washita, le compagnie del 7º Cavalleria vennero impiegate in operazioni di polizia militare negli stati del sud vuoi per la repressione delle attività del Ku Klux Klan, vuoi per la scoperta delle distillerie clandestine che producevano whisky, di pessima qualità e talvolta letale, da rivendere ai nativi americani.
Il 7°, intanto, venne notevolmente "ammodernato" in quanto ad equipaggiamenti e, soprattutto, armamenti con l'adozione, quasi generalizzata, di carabine Springfield a retrocarica, calibro 45 (in luogo dei precedenti fucili "Spencer" e "Sharp": da una tabella di prova dell'esercito statunitense risulta che, su 76.000 colpi sparati, gli Spencer si erano inceppati 2.700 volte, il 3,5% circa, mentre su 96.000 colpi, gli Springfield si erano inceppati "solo" 1.900 volte, il 2% circa). Quello che non mutò, però, fu l'addestramento che rimase molto scadente limitandosi ad impartire alle reclute elementi basilari di disciplina e di manovra solo fino a livello, massimo, di compagnia. Scarse erano anche le munizioni e le cavalcature; di conseguenza, molto rare le esercitazioni di tiro e le esercitazioni di manovra a cavallo. Si consideri che, al Little Big Horn, la forza del 7° era notevolmente ridotta proprio per mancanza di cavalcature (ne mancavano oltre un centinaio).

### La battaglia del Little Bighorn
Nella primavera del 1876 il generale Hancock, con sette compagnie del 37º Fanteria ed una batteria del 4º Artiglieria (la cosiddetta colonna del Dakota), cui si erano aggiunti sei squadroni del 7º comandati da Custer, si mise in marcia con lo scopo di dissuadere i Nativi americani dal ripetere attacchi ai danni degli insediamenti "bianchi". Il 22 giugno 1876 si mise in marcia lungo la valle del torrente Rosebud verso la località chiamata Little Big Horn ingaggiando una battaglia ove il reparto fu annientato, con la morte di 268 uomini tra cui il comandante del reggimento, tenente colonnello George Armstrong Custer.

## L'inno di battaglia "Garryowen"
Una curiosità riguarda l'inno del 7º Cavalleria; si tratta di un brano gaelico del Settecento, Garryowen ("Il giardino di John"), già inno di battaglia dell'87° Royal Irish Fusiliers - un reggimento di fucilieri irlandese - suggerito a Custer, nel 1867, dal capitano Myles Keogh e suonato dalla formazione bandistica del 7° (13 musicisti e direttore Felix Vinatieri) durante l'assalto del Washita, ma non a Little Big Horn giacché la banda non venne impiegata e venne lasciata con le salmerie presso Fort Lincoln.